# Graphisoft Park
Graphisoft Park (Graphisoft Park SE Ingatlnfjlszt Erp) ist ein ungarisches Unternehmen, das seinen Sitz in Budapest hat und im Immobiliengeschäft tätig ist.
Die Gesellschaft ist als Holding tätig und bietet ihren Tochtergesellschaften Management-, Finanz- und Verwaltungsdienstleistungen an. Zum 31. Dezember 2011 betrieb das Unternehmen zwei Tochtergesellschaften, Graphisoft Park Kft, die sich mit der Immobilienentwicklung beschäftigten; und Graphisoft Park Services Kft, verantwortlich für die Aufgaben des Liegenschaftsbetriebs. Die Gesamtfläche des Unternehmensgrundstücks betrug fast 18 Hektar. Zum 31. Dezember 2011 fusionierten die beiden Tochtergesellschaften des Unternehmens, Graphisoft Park Universitas Kft und GP3 Kft. zur Graphisoft Park Kft. Zum 31. Dezember 2011 war die Muttergesellschaft der Gesellschaft die Graphisoft SE.
Das Unternehmen betreibt einen Gewerbepark im Herzen des ehemaligen Gaswerksgeländes von Óbuda, direkt am Donauufer. Als Ergebnis der Immobilienentwicklung seit 1998 verfügt der Komplex über 12 Bürogebäude unterschiedlicher Größe, hauptsächlich Büros und Labors von Unternehmen der Informationstechnologie und Biotechnologie. Die vermietbare Fläche beträgt 82.000 m².
Bei der Gestaltung der Parkgebäude war das architektonische Erbe der Gasfabrik Óbuda ausschlaggebend, das sich in mehreren architektonischen Details widerspiegelt. Typisch sind beispielsweise gemauerte Fassaden, die je nach Bedarf der Bürofunktion in unterschiedlich große Glasflächen unterteilt werden. Ergänzt wird der Gebäudekomplex durch vielfältige landschafts- und gartenarchitektonische Lösungen sowie diverse Skulpturen und öffentliche Kunstwerke, und die direkte Anbindung an den Fluss wird durch die an die Donauseite des Parks angrenzende Promenade gewährleistet.

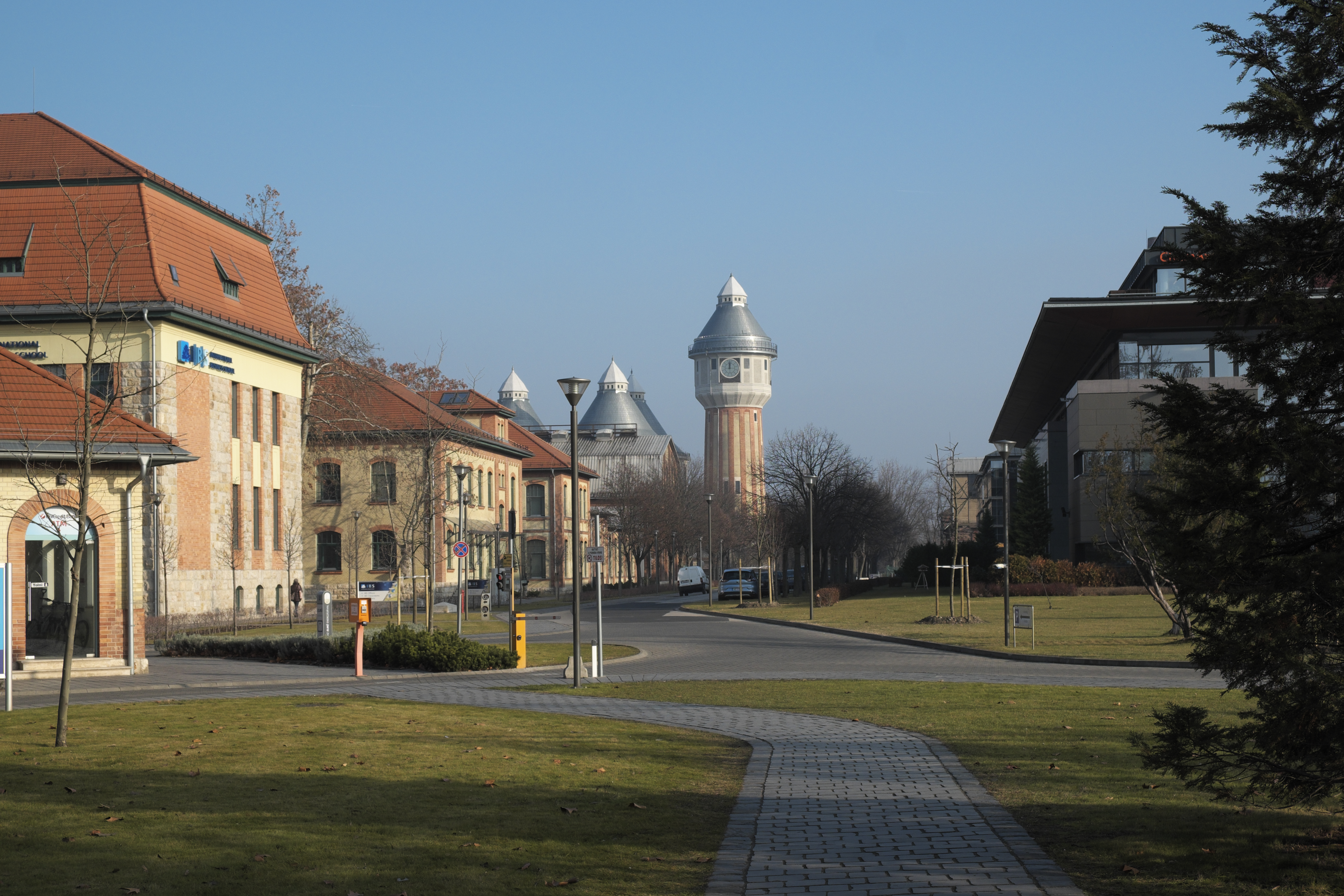
Budapest Óbuda Graphisoft Park

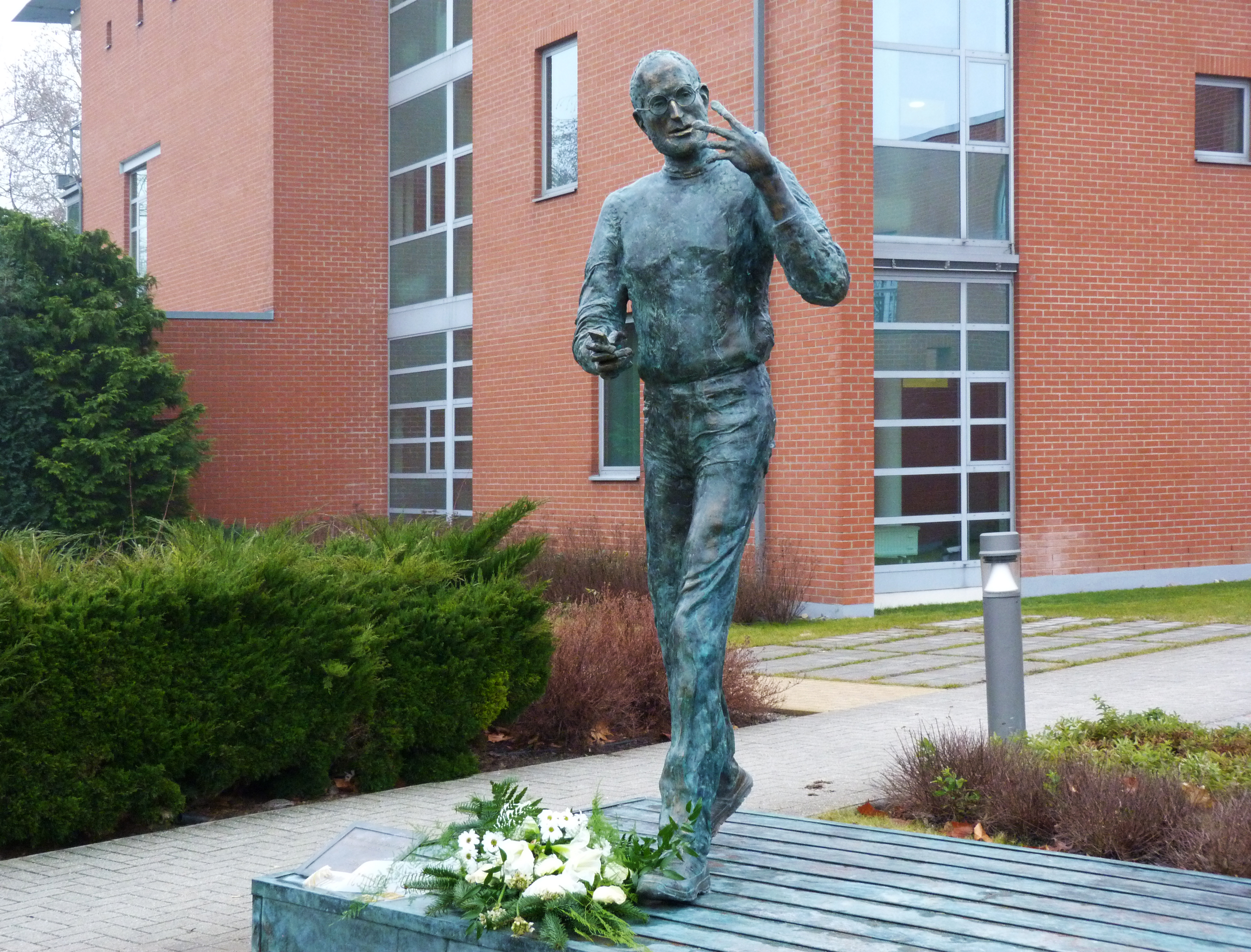
Steve Jobs

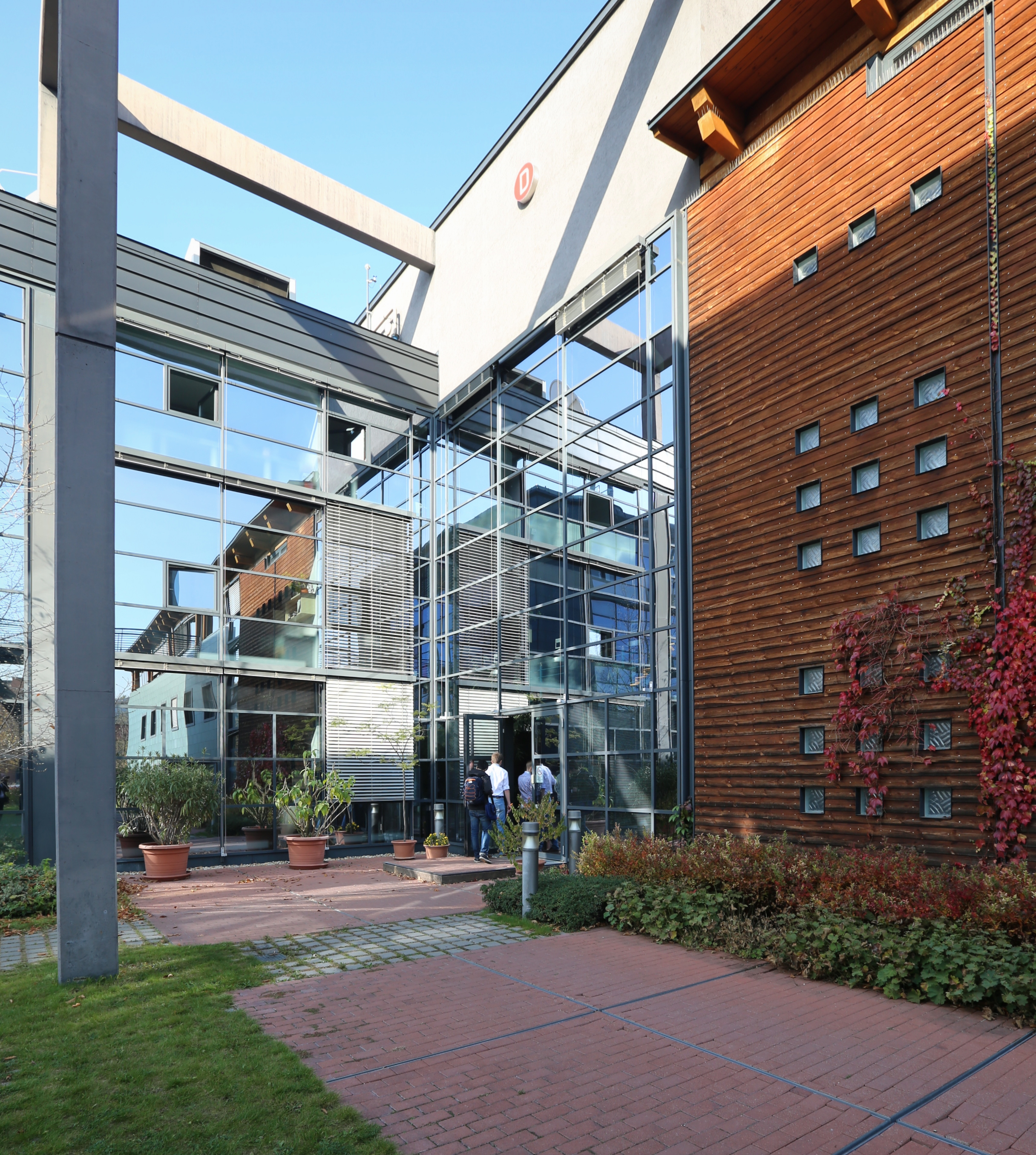
Bürogebäude Graphisoft Park

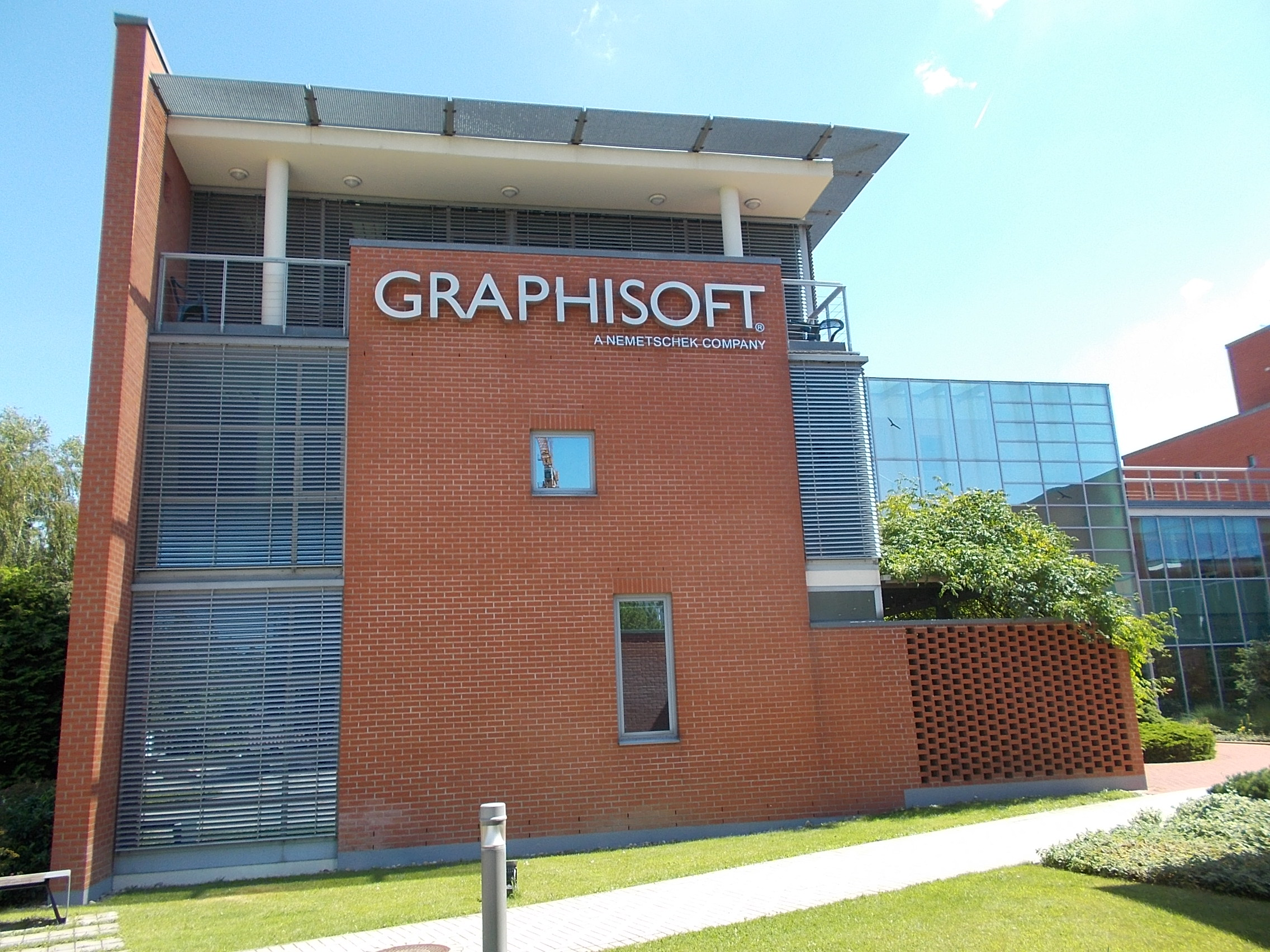
Zentrale der Firma Graphisoft

Der Konzern bietet seinen Kunden die Möglichkeit, die gemieteten Räumlichkeiten nach individuellen Vorgaben umzugestalten und berät sie bei der optimalen Nutzung des Raumes. Zudem übernimmt Graphisoftpark als Betreiber der Anlage sämtliche Instandhaltungs- und Wartungsarbeiten und kontrolliert die täglichen Prozesse. Das Serviceangebot umfasst die Überwachung der Sicherheitssysteme, den Betrieb der Außen- und Parkanlagen, die Bereitstellung von Konferenzräumen für größere Veranstaltungen oder Tagungen.
Aufgrund der Erweiterung der Immobilienentwicklungs- und Büroverwaltungsfunktionen wurden das Softwareentwicklungs- und das Immobiliengeschäft von Graphisoft im Jahr 2006 zweigeteilt: Während ersteres an das deutsche Software Nemetschek SE verkauft wurde, ist Graphisoft Park seit 2006 an der Budapester Börse notiert und im ungarischen Aktienindex BUX enthalten.

## Mieter
Die Räume sind an ca. 60 internationale Firmen vermietet, darunter SAP, Microsoft, Graphisoft, Canon, Hilti.